# Charles-Henri Herrmann
Pour les articles homonymes, voir Herrmann.
 (février 2023).
Charles-Henri Herrmann, né le 10 mai 1933 à Strasbourg et mort le 31 janvier 2013 à Bischwiller, est un peintre français.

## Biographie
Charles-Henri Herrmann naît le 10 mai 1933 à Strasbourg.
Il étudie à l'École des Arts décoratifs de Strasbourg et se perfectionne dans les ateliers de Marthe Kiehl et de Luc Hueber.
Il passe une grande partie de sa vie à Bischwiller, d'où il base ses activités de peintre. Il est l'ami du peintre alsacien Henri-Marc Karcher.
Charles-Henri Herrmann meurt le 31 janvier 2013 à Bischwiller.

## Héritage
Lors sa carrière, il a peint des centaines de tableaux qui se vendent toujours aujourd'hui.Son travail est mondialement reconnu
Herrmann a légué de nombreuses toiles à la ville de Bischwiller après sa mort.